# Hormonsko zdravljenje raka
Hormonsko zdravljenje raka ali hormonska terapija raka pomeni zdravljenje raka z zdravili ali posegi, ki zavirajo delovanje spolnih hormonov na hormonske receptorje. Izraz je lahko zavajajoč, saj gre pri hormonskem zdravljenju raka za zaviranje delovanja hormonov in ne za dodajanje hormonov, kot na primer pri hormonskem nadomestnem zdravljenju žensk v menopavzi ali dodajanju ščitničnih hormonov pri hipotirozi. Hormonsko zdravljenje se uporablja le pri nekaterih vrstah raka, pri katerih rast tumorskih celic spodbujajo hormoni. Take vrste raka so nekatere oblike raka dojke, raka prostate, raka materničnega vratu in raka jajčnikov. Gre za eno od oblik sistemskega zdravljenja raka, poleg zdravljenja s citostatiki (tako imenovana kemoterapija), tarčnimi zdravili in imunskega zdravljenja raka.

## Vrste hormonskega zdravljenja
Za hormonsko zdravljenje se uporablja medikamentozna kastracija, odstranitev jajčnikov ali obsevanje jajčnikov ali pa z z zdravili z delovanjem na spolne hormone (antiestrogeni, antiandrogeni, zaviralci aromataze, fulvestrant, progestini).

## Zgodovina
Že konec 19. stoletja so začeli s hormonskim zdravljenjem raka dojke, in sicer s kirurško odstranitvijo jajčnikov (ovariektomija). Vendar pa se je pravo sistemsko hormonsko zdravljenje raka pričelo v drugi polovici 20. stoletja z razvojem zdravil za hormonsko zdravljenje rakavih bolezni. Hormonsko zdravljenje je bilo prvo tarčno zdravljenje raka, saj deluje na specifično tarčo – hormonske receptorje.

## Mehanizem delovanja
Hormonsko zdravljenje je usmerjeno v znižanje spolnih hormonov oziroma v preprečevanje njihove vezave na hormonske receptorje v rakavih celicah.